# Бжезьно-Лемборське
Бжезьно-Лемборське (пол. Brzeźno Lęborskie, нім. Bresin) — село в Польщі, у гміні Ленчиці Вейгеровського повіту Поморського воєводства.
Населення — 729 осіб (2011).
У 1975-1998 роках село належало до Гданського воєводства.

## Демографія
Демографічна структура станом на 31 березня 2011 року:
|          | Загалом | Допрацездатний вік | Працездатний вік | Постпрацездатний вік |
| -------- | ------- | ------------------ | ---------------- | -------------------- |
| Чоловіки | 374     | 90                 | 269              | 15                   |
| Жінки    | 355     | 84                 | 217              | 54                   |
| Разом    | 729     | 174                | 486              | 69                   |